# توم هايز
توم هايز (بالإنجليزية: Tom Hayes)‏ (20 نوفمبر 1963 بسانت لويس في الولايات المتحدة - ) هو لاعب كرة قدم أمريكي في مركز الهجوم. لعب مع لوس أنجلوس لايزرز وLouisville Thunder ‏ وSaint Louis Billikens men's soccer ‏.

## وصلات خارجية
- توم هايز على موقع قاعدة بيانات كرة القدم.إي يو (الإنجليزية)